# Кассель (аеропорт)

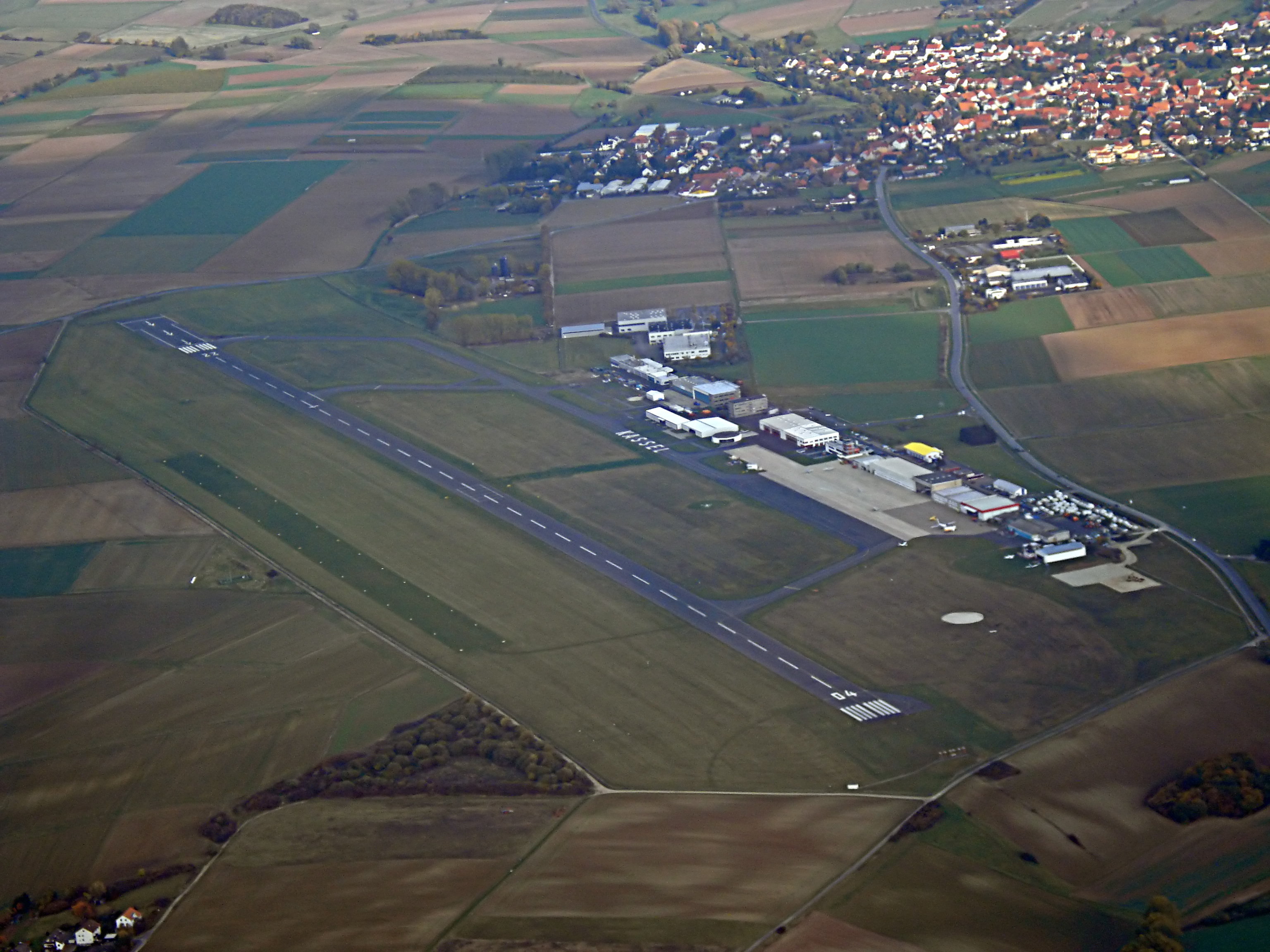
Вигляд на аеропорт з літака

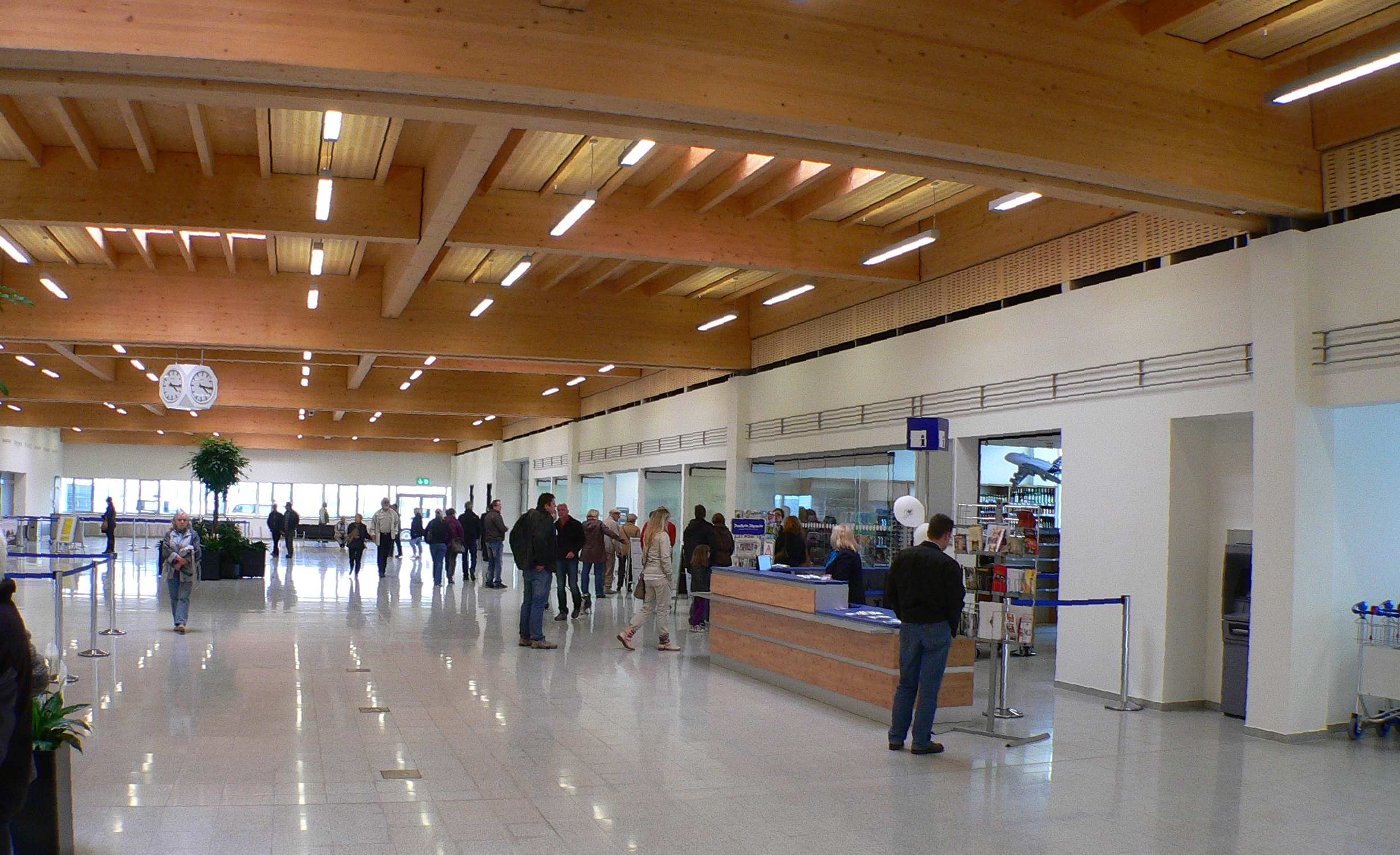
Інтер'єр пасажирського терміналу аеропорту.

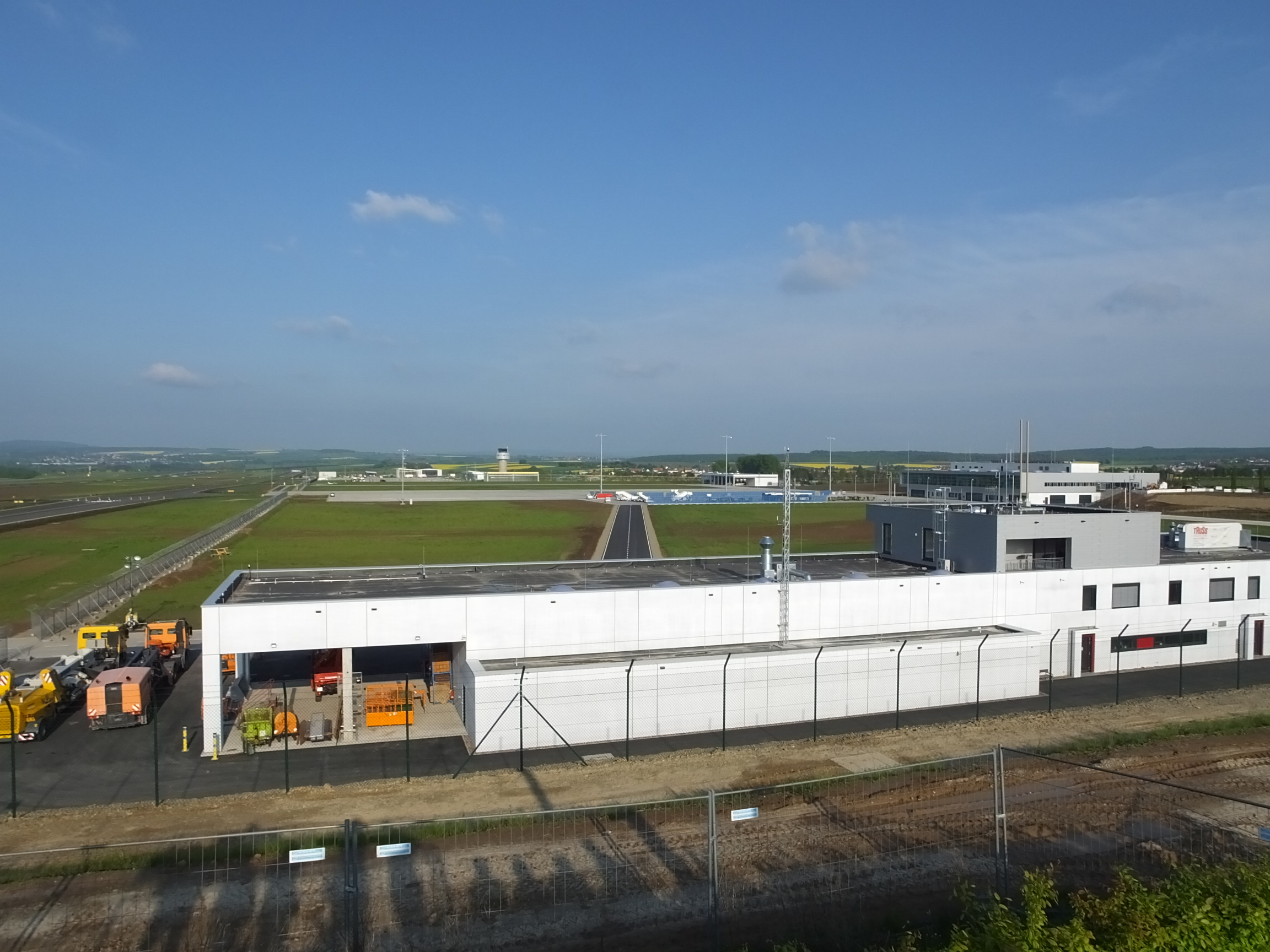
Перон

Аеропорт Кассель (нім. Flughafen Kassel; (IATA: KSF, ICAO: EDVK)) — маленький міжнародний аеропорт, який обслуговує німецьке місто Кассель в Гессені, розташований за 2 км W від комуни Кальден, за 17 км NW від Касселя і використовується головним чином для ділової авіації та авіації загального призначення. Також тут знаходиться школа пілотів, школа надлегкої авіації та секція парашутистів.

## Історія

### Перше летовище
Побудоване на сільськогосподарських угіддях, на висоті 277 метрів над рівнем моря, розташоване NNE від пагорба Дорнберг, летовище було відкрито 11 липня 1970 року. Воно експлуатувалося у вигляді державно-приватного партнерства до 1991 року.

### Новий регіональний аеропорт
Новий регіональний аеропорт був побудований поруч зі старим летовищем для розміщення чартерних і регулярних авіакомпаній, а також для ділової авіації та авіації загального призначення. Аеропорт було офіційно відкрито 4 квітня 2013 року прибуттям рейсу авіакомпанії Germania з аеропорту Франкфурта. Початкова назва аеропорту було Кассель-Кальден.
При відкритті аеропорт зіткнувся з деякими труднощами. Основним клієнтом в перший час була туристична фірма, філія REWE Group з її чартерними рейсами в Середземномор'ї. Планувалося, що їх, від імені туроператора, виконуватиме авіакомпанія XL Airways Germany. Після банкрутства цієї авіакомпанії, був укладений контракт з Enter Air, але і він був розірваний 20 березня 2013 року
Польоти на Тенеріфе, оператором яких виступала а/к Germania, планувалося завершити у жовтні 2013 року, проте в реальності вони були завершені вже 22 серпня через низький попит. Крім того, частота рейсів в Анталію, пропонованих Tailwind Airlines була значно знижена, вони стали виконуватися рідше ніж один раз на тиждень.
Germania, основний клієнт аеропорту, анонсував що відновить польоти в Пальма-де-Мальорку влітку 2014 року. Авіакомпанія також перейняла рейси в Анталію, які влітку 2013 року виконувала Tailwind Airlines. Незважаючи на те, що взимку жодна авіакомпанія або туроператор не користувалися послугами аеропорту, Germania стримала обіцянку і на наступний літній сезон відновила два рейси на тиждень в Пальма-де-Мальорку, а також два рейси на тиждень в Анталію. Взимку 2014/2015 Germania виконувала польоти в Анталію і  Фуертевентуру один раз на тиждень
Крім того, авіакомпанія також анонсувала рейси в Пальма-де-Мальорку, Анталію, Іракліон та Хургаду влітку 2015 року, тим самим збільшуючи свою присутність в аеропорту Кассель.
15 березня 2014 року було звільнено виконавчий директор аеропорту У січні 2015 року аеропорт був перейменований в аеропорт Кассель.
У грудні 2015 року через низький попит Germania оголосила про свій намір скоротити польоти з Касселя, маршрут в Хургаду був повністю скасований 30 грудня 2015 року.
У травні 2016 року з'явилася інформація, що період будівництва аеропорту знаходиться під слідством за порушення правил, що стосуються конкуренції та прозорості в процесі закупівель. У червні 2016 з'явилася публічна інформація про те, що взимку 2016/2017, в аеропорті не буде будь-яких регулярних рейсів. Уряд Гессе розглядає фінансові перспективи аеропорту на 2017 рік, і може проголосувати за закриття аеропорту.

## Інфраструктура

### Термінал
Аеропорт Кассель має одне невеличке приміщення пасажирського терміналу з основними зручностями, такими як столи прокату автомобілів і кількакрамниць. Телескопічні трапи відсутні, посадка в літаки відбувається за допомогою автобусів або пішки.

### ЗПС
Старий аеродром використовував одну асфальтову злітно-посадкову смугу розміром 1500Х30 метрів, розташовану за курсом 04/22. На північ від основної ЗПС була паралельна смуга з трав'яним покриттям розміром 700Х30 метрів . Нова злітно-посадкова смуга розміром 2500Х45 метрів, розташована по курсу 09/27.
Аеропорт має два перони, один в передній частині пасажирського терміналу для літаків середнього розміру, таких як Airbus А320, і окремий перон для літаків авіації загального призначення.

## Авіалінії та напрямки (травень 2023)
Регулярні та чартерні рейси в аеропорті Кассель виконують наступні авіакомпанії:
| Авіакомпанія      | Пункт призначення                                                                               |
| ----------------- | ----------------------------------------------------------------------------------------------- |
| Corendon Airlines | Сезонний: Анталія                                                                               |
| Rhein-Neckar Air  | Сезонний чартер: Герінгсдорф, Зюльт                                                             |
| SkyAlps           | Сезонний: Больцано                                                                              |
| Sundair           | Фуертевентура, Хургада Сезонний: Гран-Канарія, Іракліон, Пальма-де-Мальорка, Тенерифе-Південний |

## Статистика
| 2013                   | 49,557   |
| 2014                   | ▼ 45,587 |
| 2015                   | ▲ 64,926 |
| 2016                   | ▼ 54,822 |
| 2017                   | ▲ 69,810 |
| Source: Kassel Airport |          |

## Наземний транспорт
До аеропорту можна доїхати федеральним шосе B7, яке сполучене з автомагістраллю A7. Експрес-автобус (Маршрут 100) сполучає аеропорт з центром міста Кассель (час в дорозі близько 25 хвилин), а також станцією Кассель-Вільгельмсхее (час в дорозі близько 40 хвилин).